# Videojuego de navegador persistente
Un videojuego de navegador persistente o PBBG (del inglés persistent browser-based game), es un videojuego de navegador en el que el progreso en el juego es logrado a través de múltiples sesiones de juego. Estos videojuegos combinan la profundidad y longevidad de un videojuego para PC con la accesibilidad y la portabilidad de un videojuego de navegador.
Un videojuego de navegador persistente puede ser para un jugador o para múltiples jugadores, algunos incluso para una cantidad masiva de jugadores.

## Características
La definición de PBBG no contempla el dispositivo en el que se esté jugando, por ejemplo si se está jugando un PBBG desde un teléfono móvil u otro dispositivo inalámbrico sigue siendo un PBBG.
Un videojuego de navegador persistente puede abarcar todo tipo o forma de juego, esto quiere decir que un PBBG puede ser de estrategia, simulación, plataformas o cualquier género de videojuegos.
Un PBBG es mucho más accesibles que los videojuegos de PC convencionales ya que solo requiere de algún navegador web y además los requerimientos gráficos para este tipo de juegos son mínimos.
Un videojuego de navegador persistente suele basarse en algún tipo de código de servidor, tales como Perl, PHP, Ruby, Python, o Java, aunque algunos utilizan tecnologías como Adobe Flash, ActiveX, applets Java para almacenar datos en el ordenador del cliente. Los juegos que confían en el cliente y tecnología complementados son difíciles de controlar debido a los aspectos de seguridad que tienen que ser tratados, por ejemplo cuándo se lee y escribe en el archivo local de un sistema de navegador web de un usuario, no se quiere correr el riesgo que las páginas web puedan destruir o dañar el ordenador del usuario, pero tampoco no se quiere correr el riesgo que los archivos almacenados del videojuego sean de fácil acceso para el usuario, donde este pueda modificarlos.
Además existen juegos que usan el poder de javascript para mejorar la usabilidad del mismo. Ejemplos de los mismos son Ikariam y Molehill Empire, videojuegos que usan JavaScript y la tecnología Ajax, logrando buenos resultados. Estos videojuegos dejan de funcionar si JavaScript no está habilitado.
Para los videojuegos más comunes de este tipo, es el código de servidor el que almacenará información acerca de la persistencia de los jugadores y, posiblemente, el servidor en que el jugador se conecte, ya sea en una base de datos, un archivo de texto plano, base de datos relacional, o juego de objetos serializados del lado del servidor a un archivo binario.